# Pelikan chilijski
Pelikan chilijski (Pelecanus thagus) – gatunek dużego ptaka z rodziny pelikanów (Pelecanidae). Ich pióra są czarne po bokach i białe w pozostałych częściach ciała. Zamieszkują zachodnie wybrzeża Ameryki Południowej (Chile i Peru).
TaksonomiaGatunek monotypowy. Bywał niekiedy uznawany za podgatunek pelikana brunatnego (Pelecanus occidentalis).
RozmiaryDługość ciała 137–152 cm; masa ciała 5055–7030 g; rozpiętość skrzydeł 228 cm.
EkologiaŻywi się małymi rybami ławicowymi, żerując w płytkich przybrzeżnych wodach. Gniazduje w dużych koloniach na skalistych wybrzeżach.
StatusW Czerwonej księdze gatunków zagrożonych IUCN pelikan chilijski od 2008 roku klasyfikowany jest jako gatunek bliski zagrożenia (NT, Near Threatened). Liczebność światowej populacji, według szacunków, mieści się w przedziale 100 000 – 1 000 000 osobników. Trend liczebności generalnie uznawany jest za wzrostowy, choć populacja mocno ucierpiała wskutek wyjątkowo silnego zjawiska El Niño w 1998 roku. Ponieważ ptak ten jest podatny na występowanie tego zjawiska pogodowego, stąd zaklasyfikowanie go jako gatunek bliski zagrożenia.